# Stora dammen, Södermanland
Stora dammen är en sjö i Botkyrka kommun i Södermanland och ingår i Norrströms huvudavrinningsområde.

## Natur
Stora dammen är en av människan uppdämd sjö i Harbrobäcken, som rinner ut i Tumbaån. Nedströms i samma vattendrag, strax norr om Stora dammen, ligger ännu en dammsjö, Lilla dammen.
Stora dammen återfinns på en karta från 1636, vilket innebär att bäcken redan då var uppdämd. Dammen hade då en något mindre utbredning än idag. Historiskt har den använts för kvarnverksamhet, men i slutet på 1800-talet ändrades verksamheten till elproduktion, och på häradskartan från 1901 finns en elektrisk kraftstation och kvarnstuga utmärkta i bäcken. I nutid bedrivs ingen verksamhet i området, men de båda dammarna finns kvar.
Sjön omges till stor del av äldre skog, och området är skyddat genom ett avtal mellan kommunen och DeLaval/Hamra gård, som äger marken. Därigenom sköts området i praktiken som ett naturreservat, även om skyddet inte är formellt. Fisket i dammen är privat.
Vid en vattenväxtinventering år 1998 bedömdes Stora dammen vara artfattig. År 1971 planterades signalkräfta ut i sjön. Flera fågelarter knutna till strömmande vatten har observerats vid Harbrobäcken, däribland kungsfiskare, strömstare och forsärla.

## Rivning
Då fördämningarna i Harbrobäcken är i dåligt skick och en dammolycka skulle kunna påverka både Huddingevägen och Västra stambanan som ligger strax nedströms, avser ägaren DeLaval att riva ur dammarna och återställa bäckfåran. En ansökan lämnas under 2025 in till mark- och miljödomstolen, och hela processen beräknas ta 2–3 år.